# Gabriel Mamani Magne
Gabriel Mamani Magne (La Paz, 27 de outubro de 1987) é um escritor e professor boliviano. É autor de Seul, São Paulo, obra com a qual ganhou o "Prêmio Nacional de Romance da Bolívia" em 2019. Seu trabalho já foi traduzido pro hebraico e se preparam traduções para o francês e o português.

## Biografia
Mamani Magne passou sua infância na zona norte da cidade de La Paz. Estudou Direito e Sociologia na Universidade Maior de San Andrés e, posteriormente, realizou um mestrado em Literatura Comparada na Universidade Federal do Rio de Janeiro.

### Trajetória
Gabriel Mamani Magne estreou com o romance infantil Tan cerca de la luna (Tão perto da lua), publicado quando o autor tinha vinte e quatro anos e com o qual obteve o Prêmio Nacional de Literatura 2012.
Quando vivia no Rio de Janeiro, começou a escrever duas obras importantes em sua carreira literária: o conto Por ahora soy el invierno (Por enquanto sou o inverno), que recebeu o Prêmio Franz Tamayo de Literatura na categoria conto, e o romance Seul, São Paulo. Este último livro, que aborda a imigração boliviana na capital paulista, ganhou o Prêmio Nacional de Romance de 2019 e recebeu inúmeros elogios. O jornalista José Pablo Criales, do jornal El País, observou que "a obra causou um terremoto na literatura boliviana". O livro também foi publicado na Argentina e na Espanha.
Em 2021, Mamani Magne publicou a novela El rehén (O refém), finalista do Prêmio Internacional de Novelas Fabla Salvaje (Peru). Sobre o livro, a pesquisadora Mónica Velásquez afirmou: “O segundo romance de Gabriel Mamani Magne confirma uma voz poderosa entre os narradores atuais”.

## Obras
- Tan cerca de la luna (Alfaguara Infantil, 2012)
- Seúl, São Paulo (Editorial 3600, 2019; Sorojchi ediciones, 2022; Dum Dum 2023; Periférica 2023)
- El rehén (Dum Dum editora, 2021)

### Prêmios
- Prêmio AXS de Livro Digital (2010)[12]
- Prêmio Adela Zamudio de Conto (2012)[3]
- Prêmio Nacional de Literatura Infantil (2012)[22]
- Prêmio Eduardo Abaroa (categoria jornalismo cultural, 2015)[3]
- Prêmio de Literatura Franz Tamayo (2018)[23]
- Prêmio Nacional de Romance da Bolívia (2019)[24]